# Royal Television Society
La Royal Television Society (RTS) est une association britannique de critiques de télévision. C'est la plus ancienne société de télévision au monde. Elle a des branches en Irlande, au Canada et aux États-Unis.
Elle organise chaque année les Royal Television Society Awards.

## Historique
L'institution est créée en tant que The Television Society le 7 septembre 1927, dans la phase expérimentale de la télévision. Elle est un forum pour les scientifiques et les ingénieurs, et publie des bulletins d'information réguliers sur le développement du nouveau média. Ces documents constituent maintenant des documents historiques importants de l'histoire des débuts de la télédiffusion.
La société a reçu son titre royal en 1966, et elle obtient le haut patronage du prince de Galles en novembre 1997.